# Associação Nacional de Rifles
A Associação Nacional de Rifles da América (em inglês:  National Rifle Association of America, NRA), é uma organização norte-americana sem fins lucrativos que lista, como seus objetivos, a proteção da segunda emenda da Constituição dos Estados Unidos da América e a promoção dos direitos dos proprietários de armas de fogo, a proteção da caça e da auto-defesa nos Estados Unidos. 
A NRA Foi estabelecida em 1871 em Nova Iorque. Seu primeiro presidente foi o ex-senador e famoso general Ambrose Burnside.

## Estrutura organizacional e finanças

### Liderança

#### Conselho Administrativo
A NRA é governada por um conselho de 76 diretores eleitos, 75 dos quais cumprem mandatos de três anos e um é eleito para servir como diretor de crossover (cruzamento). Os diretores escolhem um presidente e outros diretores dentre os membros, bem como o diretor executivo das Operações Gerais da NRA e o diretor executivo do Instituto de Ação Legislativa da NRA (NRA-ILA).
Em 2015, 71 membros eram brancos e 65 eram do sexo masculino. A maior parte veio do Texas do que qualquer outro estado. Apenas 7% dos membros elegíveis votam. A maioria das nomeações do conselho são avaliadas por um Comitê de Nomeação composto por nove membros. Um membro é George Kollitides, do Freedom Group. O comitê de nomeações foi chamado de "kingmakers" (fabricantes de reis) pela MSNBC e Jeff Knox diz que "o processo é carregado para dar aos candidatos atuais e ao Comitê de Indicação uma vantagem significativa".

### Organizações interconectadas
A Associação Nacional de Rifles é composta por várias organizações interconectadas financeiramente sob uma liderança comum, incluindo o  Instituto de Ação Legislativa da NRA (NRA-ILA) que administra o comitê de ação política da NRA e o Fundo de Defesa Civil da NRA que faz trabalho legal pro bono para pessoas com casos envolvendo os direitos da Segunda Emenda. O Fundo de Defesa dos Direitos Civis da NRA foi criado em 1978. Harlon Carter e Neal Knox foram responsáveis pela sua fundação.

## Programas

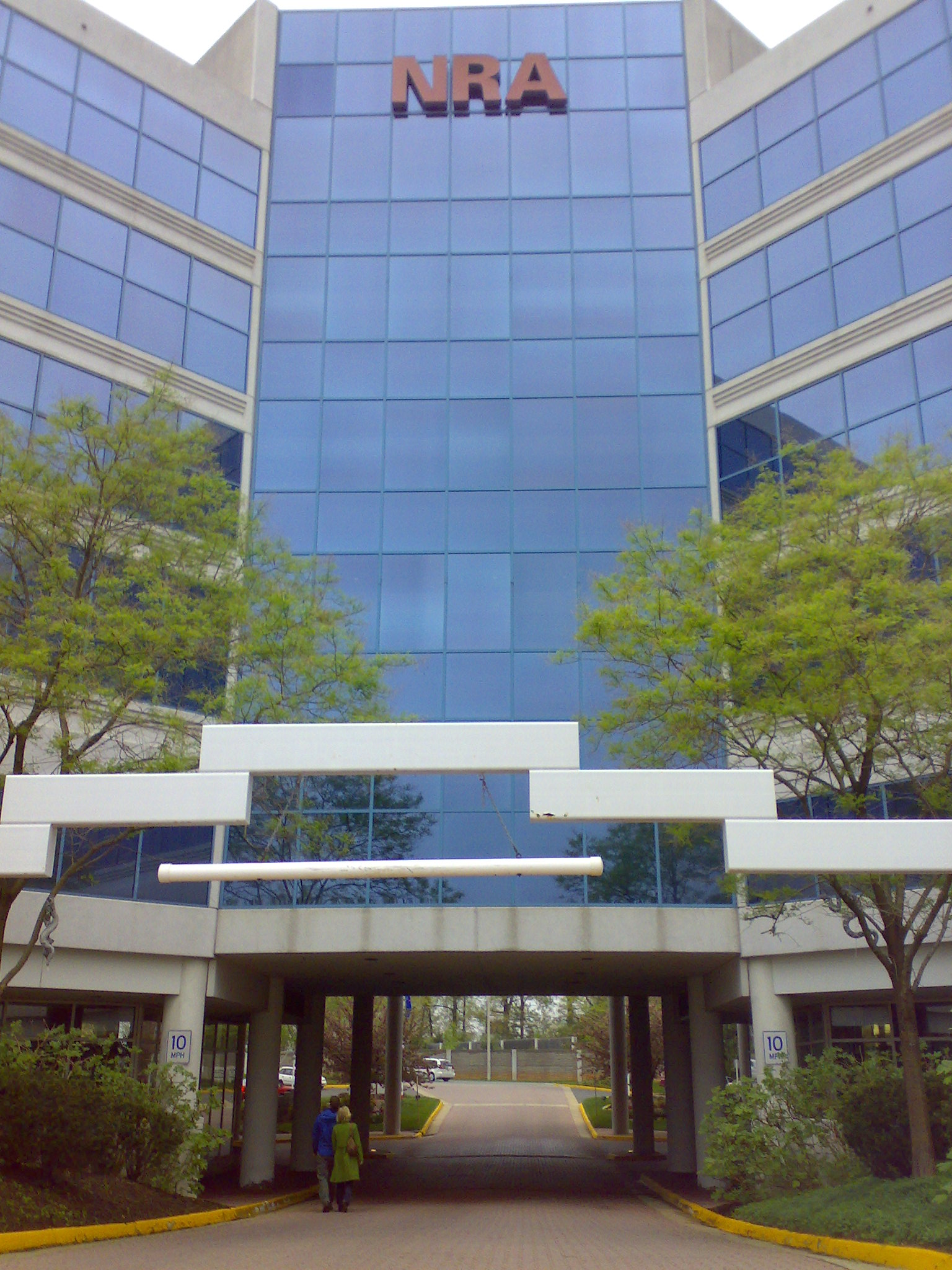
Sede da NRA em Fairfax County, Virginia, que abriga o museu.

A National Rifle Association possui o National Firearms Museum em Fairfax County, Virgínia, apresentando exposições sobre a evolução e a história das armas de fogo na América. Em agosto de 2013, o NRA National Sporting Arms Museum foi inaugurado em uma grande loja de varejo Bass Pro Shops em Springfield, Missouri. Ele exibe quase 1.000 armas de fogo, incluindo armas de fogo historicamente significativas da NRA e outras coleções. A NRA publica vários periódicos, incluindo American Rifleman e outros.
A NRA patrocina uma série de programas sobre segurança de armas de fogo para crianças e adultos, incluindo um programa para crianças em idade escolar, o "Eddie Eagle" da NRA. A organização emite credenciais e treina instrutores de armas de fogo.
Em 1994, após divergências entre a NRA e os atletas sobre o controle do programa de esportes de tiro olímpico, o Comitê Olímpico dos Estados Unidos recomendou que a "USA Shooting" substituísse a NRA como órgão regulador nacional do tiro olímpico. A NRA desistiu pouco antes de a decisão ser anunciada, alegando falta de reconhecimento por seus esforços.
A NRA hospeda as competições nacionais de rifles e pistolas em Camp Perry, eventos que são descritos pelo El Paso Times como a "série mundial do tiro competitivo". A National Rifle Association mantém laços com outras organizações, como os Boy Scouts of America e 4-H. A NRA tem trabalhado com a "American Civil Liberties Union" (ACLU) na campanha de oposição ao registro de armas.
A NRA acolhe reuniões anuais. A reunião de 2018 foi realizada em 3 de maio em Dallas, Texas. Mais de 800 expositores e 80.000 pessoas compareceram ao evento, tornando-o o maior da história da NRA. O presidente Donald Trump e o vice-presidente Mike Pence se dirigiram aos participantes.

## Lista de líderes do passado e do presente

### Presidentes
Os presidentes da NRA são eleitos pelo conselho de administração.
- Ambrose Burnside (1871–72)
- William Conant Church (1872–75)
- Alexander Shaler (1876)[22]
- Winfield S. Hancock (1881)[23]
- Ulysses S. Grant (1883–84)
- Philip H. Sheridan (1885)[24]
- George W. Wingate (1886–1900)[23]
- John C. Bates (1910–12)[23]
- William Libbey (1915–20)[23]
- Smith W. Brookhart (1921–25)
- Francis E. Warren (1925–26)[23]
- Benedict Crowell (1930–31)[23]
- Karl T. Frederick (1934–35)[23]
- Littleton W. T. Waller, Jr. (1939–40)[23]
- Emmet O. Swanson (1948)[23]
- Merritt A. Edson (1949–50)[23]
- Morton C. Mumma (1955–56)[23]
- Harlon B. Carter (1965–67)
- Lloyd M. Mustin (1977–78)[23]
- Howard W. Pollock (1983–84)[23]
- Alonzo H. Garcelon (1985)
- Joe Foss (1988–90)
- Robert K. Corbin (1992–93)[23]
- Marion P. Hammer (1995–98)[25][26]
- Charlton Heston (1998–2003)
- Sandra Froman (2005–07)
- John C. Sigler (2007–09)
- Ron Schmeits (2009–11)
- David Keene (2011–13)
- James W. "Jim" Porter (2013–15)[27]
- Allan D. Cors (2015–2017)
- Pete Brownell (2017–2018)
- Oliver North (2018–presente)

### Diretores
Diretores notáveis, passados e presentes, incluem:
- Joe M. Allbaugh
- John M. Ashbrook[11]
- Bob Barr
- Ronnie Barrett
- Clel Baudler
- Ken Blackwell
- Matt Blunt
- John Bolton[28]
- Dan Boren
- Robert K. Brown
- Dave Butz
- Richard Childress
- Larry E. Craig
- Barbara Cubin[29]
- John Dingell[30]
- Merritt A. Edson
- R. Lee Ermey[31]
- Sandra Froman
- Jim Gilmore
- Marion P. Hammer
- Susan Howard
- Roy Innis
- David Keene
- Karl Malone
- John Milius[32]
- Zell Miller.[33]
- Cleta Mitchell[34]
- Grover Norquist
- Oliver L. North
- Johnny Nugent
- Ted Nugent[35]
- Lee Purcell[36][37]
- Todd J. Rathner
- Wayne Anthony Ross
- Ron Schmeits
- Tom Selleck
- John C. Sigler
- Bruce Stern[38]
- Harold Volkmer[39]
- Don Young

### Livros
- Anderson, Jack (1996). Inside the NRA: Armed and Dangerous: An Exposé. Beverly Hills, CA: Dove. 180 páginas. ISBN 0787106771. OCLC 34235436
- Davidson, Osha Gray (1998). Under Fire: The NRA and the Battle for Gun Control. [S.l.]: University of Iowa Press. 338 páginas. ISBN 0877456461
- Feldman, Richard (2011). Ricochet: Confessions of a Gun Lobbyist. [S.l.]: John Wiley & Sons. ISBN 978-1118130995
- LaPierre, Wayne R. (1994). Guns, Crime, and Freedom. [S.l.]: Regnery. ISBN 0895264773. OCLC 246629786
- Melzer, Scott (2009). Gun Crusaders: The NRA's Culture War. [S.l.]: New York University Press. p. 336. ISBN 978-0814795972
- Patrick, Brian Anse (2002). The National Rifle Association and the Media: The Motivating Force of Negative Coverage. New York: Peter Lang. ISBN 978-0820451220. OCLC 316870710
- Raymond, Emilie (2006). From My Cold, Dead Hands: Charlton Heston and American Politics. [S.l.: s.n.] ISBN 978-0813124087. OCLC 77125677
- Sugarmann, Josh (1992). National Rifle Association: Money, Firepower, and Fear. Washington, DC: Violence Policy Center. p. 258. ISBN 978-1451500226. OCLC 773292764
- Trefethen, James B.; Serven, James E. (1967). Americans and Their Guns: The National Rifle Association Story Through Nearly a Century of Service to the Nation. Harrisburg, PA: Stackpole Books. p. 320. OCLC 1361329
- Winkler, Adam (2011). Gunfight: The Battle over the Right to Bear Arms in America. [S.l.]: W. W. Norton & Company. p. 361. ISBN 978-0393082296

### Notícias
- Cizzilla, Chris (18 de dezembro de 2012). «The NRA's big spending edge – in 1 chart». The Washington Post (blog). Consultado em 5 de junho de 2014.
- Fox, Lauren (7 de maio de 2014). «Locked and Loaded: How the NRA Aims to Endure». U.S. News & World Report. Consultado em 31 de maio de 2014.
- Smith, Rich (17 de fevereiro de 2014). «The NRA Reveals Who's to Blame for Ammo Shortage: You». The Motley Fool. Consultado em 5 de junho de 2014.